# 倉山満
倉山 満（くらやま みつる、1973年〈昭和48年〉12月18日 - ）は、日本の歴史学者。
専門は憲政史（特に憲政の常道）、皇室史。一般社団法人「救国シンクタンク」所長・理事長。
国士舘大学非常勤講師、国立公文書館アジア歴史資料センター非常勤職員、希望日本研究所所長、次世代の党自主憲法起草委員会顧問を歴任。

## 来歴

### 生い立ち・教育
香川県生まれ。香川県大手前高等学校（現・大手前丸亀高等学校）卒業。
1996年、中央大学文学部史学科国史学専攻卒業。中央大学大学院文学研究科国史学専攻博士前期課程修了、修士（文学）。大学院在籍中の1999年から国士舘大学日本政教研究所非常勤研究員を務め、2006年に中央大学大学院文学研究科国史学専攻博士課程単位取得満期退学。大学院在学中は、満洲事変を法制、政治的背景から検討する論文を発表していた。中央大学辞達学会の出身で、先輩に上念司がいる。
1998年、北朝鮮の拉致被害者に中大生の蓮池薫が含まれると聞き、3人の有志で「北朝鮮に拉致された中大生を救う会」（中大生を救う会）を発足。この活動が後の2002年9月17日　内閣総理大臣・小泉純一郎の日朝首脳会談での拉致被害者蓮池薫・奥土祐木子夫妻の奪還に繋がったと荒木和博は評している。

### 評論活動
2009年、ブログ「倉山満の砦」を開設。2012年にインターネットサービス「倉山塾」を開講する。同年、志太勤が創立した一般財団法人希望日本投票者の会のシンクタンクである希望日本研究所の所長に就任。また同年9月に行われた自由民主党総裁選挙を巡り、「安倍晋三総理大臣を求める民間人有志の会」発起人に名を連ねた。
2013年10月、各分野の専門家を迎えて情報を提供する事を目的としインターネット放送局「チャンネルくらら」を開局。2015年（平成27年）1月19日、次世代の党自主憲法起草委員会の顧問に就任した。
2020年3月には江崎道朗、渡瀬裕哉とともに「救国シンクタンク」を設立し、所長・理事長となった。
杉田水脈とはかつて盟友として活動していた。

## 主張

### ネット右翼批判
安倍政権とネット右翼について、著書『保守とネトウヨの近現代史』（2020年）で以下のように述べている。
歴史家は安倍政権を長いだけで何もできなかった政権と断罪するだろう。そして、そんな安倍晋三にぶら下がっただけの『保守』『ネトウヨ』など、日本の歴史から忘れ去られるだろう。

### 憲法
大日本帝国憲法について、2014年の著作では「日本国の歴史・文化・伝統に則った、世界標準の文明国の通義にかなった憲法」と主張している。現在でも帝国憲法に高い評価を与えている。
憲法は国家権力を縛るためのものであるという観点から、憲法に理想主義的な不要な文言を書き込むべきではないとし、日本国憲法のみならず、産経新聞や自由民主党が起草した改憲案についても批判している。
次世代の党では、自主憲法起草委員会の顧問に就任していたほか、同党が開講した次世代政治塾の講師も務めている。また、2015年3月28日に開催された「次世代の党を応援する大集会」では、呼びかけ人として名を連ねている。

### 歴史教育
著書『常識から疑え！山川日本史』では、山川出版社が出版している高校日本史教科書を批判している。

### ウィキペディア批判
著書『嘘だらけの日仏近現代史』で、2017年1月1日に閲覧したウィキペディアのルイ18世の項目での「彼は温厚な性格であった」との記述について、ミシェル・ネイらを処刑した事例や、復古王政時の外相タレイランの「ルイ18世はおよそこの世で知る限り、きわめつきの嘘つきである。1814年以来、私が王と初対面の折りに感じた失望は、とても口では言い表せない。……私がルイ18世に見たものは、いつもエゴイズム、鈍感、享楽家、恩知らず、といったところだ」という辛辣な評価が当のルイ18世の項目内に記述されていたことを挙げ、「学問の基礎ができていないくせに知識人を気取る知ったかぶりが集まる場」と皮肉りながらウィキペディア・ウィキペディアンを批判した。

### 検察
著書『検察庁の近現代史』では、検察を批判している。ただし、令和2年の黒川騒動においては、内閣の人事介入を批判し、検察を擁護している。

### 2020年米大統領選における陰謀論への批判
2020年アメリカ合衆国大統領選挙においては、不正選挙陰謀論を拡散した右派言論人たちを批判した。

### 参政党
参政党に関しては批判的で、「振り切ったトンデモ」と断じている。また、ボードメンバーを務めていたKAZUYAと渡瀬裕哉が参政党から離れたことにより、党がさらに陰謀論やスピリチュアル、ネットワークビジネスといった方向に傾斜したと評している。
消費税
消費税の増税には反対の立場を自身の公式HPにて表明している。特に消費税を8%へ増税する際には、自らが主宰する倉山塾や自身のfacebook等を通じ、当時の財務省事務次官木下康司へのコラージュ画像作成による木下への攻撃を訴える等の扇動活動を行っていた。 

## 著作

### 単著

#### 扶桑社・嘘だらけシリーズほか
- 『嘘だらけの日米近現代史』扶桑社〈扶桑社新書 124〉、2012年9月。ISBN 978-4-594-06662-8。 - 年表あり。
- 『嘘だらけの日中近現代史』扶桑社新書 140、2013年6月。ISBN 978-4-594-06830-1。
- 『嘘だらけの日韓近現代史』扶桑社新書 151、2013年12月。ISBN 978-4-594-06952-0。
- 『嘘だらけの日露近現代史』扶桑社新書 179、2015年3月。ISBN 978-4-594-07227-8。
- 『嘘だらけの日英近現代史』扶桑社新書 204、2016年3月。ISBN 978-4-594-07363-3。
- 『嘘だらけの日仏近現代史』扶桑社新書 235、2017年3月。ISBN 978-4-594-07653-5。
- 『嘘だらけの日独近現代史』扶桑社新書 277、2018年7月。ISBN 978-4-594-08010-5。
- 『13歳からの「くにまもり」』扶桑社新書 311、2019年10月
- 『保守とネトウヨの近現代史』扶桑社新書 351、2020年9月。ISBN 978-4594085520。
- 『嘘だらけの池田勇人』扶葉社新書 409、2021年10月。ISBN 978-4-594-08946-7。
- 『沈鬱の平成政治史 なぜ日本人は報われないのか？』扶桑社新書 445、2022年9月。ISBN 978-4594093037。
- 『嘘だらけの日本古代史』扶葉社新書 477、2023年11月。ISBN 978-4-594-09585-7。

保守三部作
- 『保守の心得』扶桑社新書 157、2014年3月1日。ISBN 978-4-594-07003-8。
- 『帝国憲法の真実』扶桑社新書 165、2014年5月2日。ISBN 978-4-594-07038-0。
- 『日本一やさしい天皇の講座』扶桑社新書 242、2017年6月2日。ISBN 978-4-594-07721-1。

#### 単行本および文庫
- 『総図解よくわかる日本近現代史』新人物往来社、2010年7月23日。ISBN 978-4-40-403886-9。
- 『誰が殺した? 日本国憲法!』講談社、2011年5月31日。ISBN 978-4-06-216996-7。
- 『常識から疑え! 山川日本史 「アカ」でさえない「バカ」なカリスマ教科書－近現代史編 上』ヒカルランド、2013年12月。ISBN 978-4-86471-171-5。
- 『常識から疑え! 山川日本史 「研究者もどき」がつくる「教科書もどき」－近現代史編 下』ヒカルランド、2014年3月10日。ISBN 978-4-86471-184-5。
- 『歴史問題は解決しない 日本がこれからも敗戦国でありつづける理由』PHP研究所、2014年1月25日。ISBN 978-4-569-81687-6。
  - 『日本人だけが知らない「本当の世界史」　なぜ歴史問題は解決しないのか』PHP文庫、2016年4月1日。ISBN 978-4-569-76561-7。
- 『反日プロパガンダの近現代史 なぜ日本人は騙されるのか』アスペクト、2014年2月6日。ISBN 978-4-7572-2269-4。
- 『大間違いの太平洋戦争』ベストセラーズ、2014年7月15日。ISBN 978-4-584-13587-7。
- 『負けるはずがなかった！ 大東亜戦争』アスペクト 選書判、2014年8月15日。ISBN 978-4-7572-2340-0。
- 『「軍国主義」が日本を救う』徳間書店、2014年9月30日。ISBN 978-4-19-863858-0。
- 『逆にしたらよくわかる教育勅語　ほんとうは危険思想なんかじゃなかった』ハート出版、2014年11月3日。ISBN 978-4-89295-985-1。
- 『世界大戦と危険な半島　真・戦争論』ベストセラーズ、2015年3月25日。ISBN 978-4-584-13636-2。
- 『口語訳 日本国憲法・大日本帝国憲法』KADOKAWA（中経出版）〈新人物文庫〉、2015年4月27日。ISBN 978-4-04-601250-0。
- 『帝国憲法物語』PHP研究所、2015年5月22日。ISBN 978-4-569-82140-5。
- 『総理の実力 官僚の支配 ─教科書には書かれていない「政治のルール」─』TAC出版、2015年7月15日。ISBN 978-4-813-26185-8。
- 『お役所仕事の大東亜戦争: なぜ日本は敗戦国のままなのか』三才ブックス、2015年7月31日。ISBN 978-4-861-99802-7。
- 『倉山満の憲法九条：政府も学者もぶった斬り!』ハート出版、2015年9月17日。ISBN 978-4-802-40002-2。
- 『この国を滅ぼさないための重要な結論 : 《嘘まみれ保守》に憲法改正を任せるな!』ヒカルランド、2015年10月1日。ISBN 978-4-864-71312-2。
- 『自民党の正体 : こんなに愉快な派閥抗争史』PHP研究所、2015年10月2日。ISBN 978-4-569-82667-7。
- 『歴史戦は『戦時国際法』で闘え―侵略戦争・日中戦争・南京事件』自由社、2016年4月24日。ISBN 978-4-915-23791-1。
- 『倉山満が読み解く 太平記の時代―最強の日本人論・逞しい室町の人々』青林堂、2016年5月16日。ISBN 978-4-792-60550-6。
- 『大間違いのアメリカ合衆国』ベストセラーズ、2016年7月26日。ISBN 978-4-584-13736-9。
- 『世界一わかりやすい地政学の本 世界のリーダーの頭の中 (Knock-the-knowing)』ヒカルランド、2016年10月24日。ISBN 978-4-864-71434-1。
- 『政争家・三木武夫 「田中角栄を殺した男」』講談社+α文庫、2016年12月21日。ISBN 978-4-062-81699-1。
- 『誰も教えてくれない 真実の世界史講義 古代編』PHP研究所、2017年2月10日。ISBN 978-4-569-83482-5。PHP文庫、2021年12月
- 『日本国憲法を改正できない8つの理由』PHP文庫、2017年4月4日。ISBN 978-4-569-76638-6。
- 『右も左も誤解だらけの立憲主義』徳間書店、2017年9月28日。ISBN 978-4198644826。
- 『真実の日米開戦 ―隠蔽された近衛文麿の戦争責任』宝島社、2017年12月。ISBN 978-4800269669。同・文庫、2022年12月
- 『世界の歴史はウソばかり ―倉山満の国民国家論』ビジネス社、2018年1月。ISBN 978-4828420011。
  - 『世界の歴史はウソばかり ―倉山満の国民国家論 (新装版)』ビジネス社、2019年2月。ISBN 978-4828420738。
- 『誰も教えてくれない真実の世界史講義 中世編』PHP研究所、2018年2月。ISBN 978-4569838908。PHP文庫、2022年6月
- 『学校では教えられない歴史講義 満洲事変 ―世界と日本の歴史を変えた二日間』ベストセラーズ、2018年4月。ISBN 978-4584138663。
- 『日本史上最高の英雄 (ヒーロー) 大久保利通』徳間書店、2018年9月。ISBN 978-4198646875。
- 『並べて学べば面白すぎる 世界史と日本史』KADOKAWA、2018年11月。ISBN 978-4046024862。
  - 『比べてみるとおもしろい 世界史と日本史』PHP文庫、2023年12月
- 『バカよさらば プロパガンダで読み解く日本の真実』ワニブックス、2019年4月。ISBN 978-4847097874。
- 『東大法学部という洗脳 - 昭和20年8月15日の宮澤俊義』ビジネス社、2019年6月。ISBN 978-4828421018。
- 『世界一わかりやすい日本憲政史 明治自由民権激闘』徳間書店、2019年7月。ISBN 978-4198648879。
- 『史上最強の平民宰相 原敬という怪物の正体』徳間書店、2021年1月。ISBN 978-4198652289。
- 『救国のアーカイブ　公文書管理が日本を救う』ワニブックス、2021年5月。ISBN 978-4847070594。
- 『教科書では絶対教えない　偉人たちの戦後史』ビジネス社、2022年11月。ISBN 978-4828424675。
- 『決定版 皇室論 - 日本の歴史を守る方法』ワニブックス、2023年1月。ISBN 978-4847072758。

#### 新書判
- 『検証 財務省の近現代史 政治との闘い150年を読む』光文社新書、2012年3月16日。ISBN 978-4-334-03674-4。 - 文献あり。
- 『間違いだらけの憲法改正論議』イースト・プレス〈イースト新書 013〉、2013年10月10日。ISBN 978-4-7816-5013-5。
- 『増税と政局・暗闘50年史』イースト・プレス〈イースト新書 027〉、2014年4月10日。ISBN 978-4-78165027-2。
- 『国際法で読み解く世界史の真実』PHP新書、2016年11月16日。ISBN 978-4-569-83204-3。
- 『国際法で読み解く戦後史の真実 文明の近代、野蛮な現代』PHP新書、2017年10月14日。ISBN 978-4569836942。
- 『工作員・西郷隆盛 謀略の幕末維新史』講談社＋α新書、2017年11月21日。ISBN 978-4062915090。
- 『検証 検察庁の近現代史』光文社新書、2018年3月。ISBN 978-4334043414。
- 『国民が知らない上皇の日本史』祥伝社新書、2018年8月。ISBN 978-4396115432。
- 『明治天皇の世界史 ―六人の皇帝たちの十九世紀』PHP新書、2018年10月。ISBN 978-4569841571。
- 『2時間でわかる政治経済のルール』講談社＋α新書、2019年2月。ISBN 978-4065149294。
- 『ウェストファリア体制　天才グロティウスに学ぶ「人殺し」と平和の法』PHP新書、2019年11月
- 『桂太郎　日本政治史上、最高の総理大臣』祥伝社新書、2020年6月
- 『ウッドロー・ウィルソン　全世界を不幸にした大悪魔』PHP新書、2020年11月
- 『ウルトラマンの伝言　日本人の守るべき神話』PHP新書、2021年11月
- 『歴史検証 なぜ日本の野党はダメなのか？　「自民党一強」を支える構造』光文社新書、2022年2月
- 『検証 内閣法制局の近現代史』光文社新書、2022年7月。ISBN 978-4334046170。
- 『これからの時代に生き残るための経済学』PHP新書、2023年3月
- 『参議院』光文社新書、2023年6月。ISBN 978-4334046668。
- 『自民党はなぜここまで壊れたのか』PHP新書、2024年8月

### 共著
- 鍛冶俊樹 共著『総図解 よくわかる 第二次世界大戦』新人物往来社〈総図解〉、2011年2月。ISBN 978-4-404-03977-4。 - 年表あり。
- 長谷川三千子 共著『本当は怖ろしい日本国憲法』ビジネス社、2013年9月30日。ISBN 978-4-8284-1727-1。
- 宮脇淳子 共著『真実の朝鮮史 1868-2014』ビジネス社、2014年7月9日。ISBN 978-4-8284-1762-2。
- 宮脇淳子 共著『真実の朝鮮史 663-1868』ビジネス社、2014年8月18日。ISBN 978-4-8284-1767-7。
- 上念司 共著『「日本の敵」を叩きのめす！　説教ストロガノフ』PHP研究所、2014年9月16日。ISBN 978-4-569-82068-2。
- 松原好之 共著『偏差値40の受験生が3か月で一流大学に合格する本』扶桑社、2014年10月25日。ISBN 978-4-594-07140-0。
- 勝谷誠彦 共著『がんばれ!瀕死の朝日新聞』アスペクト、2014年11月20日。ISBN 978-4-757-2238-51。
- 藤岡信勝、竹内睦泰 共著『歴史問題をぶった切る《最終解明版》占領支配者が謀った《国魂(くにみたま)占領》の罠』ヒカルランド〈Knock‐the‐Knowinシリーズ013〉、2015年3月25日。ISBN 978-4-8647-1265-1。
- 上念司 共著『説教ストロガノフ　かくも根深い「政治の劣化」を叱る！』PHP研究所、2015年4月7日。ISBN 978-4-569-82522-9。
- 杉田水脈 共著『みんなで学ぼう日本の軍閥』青林堂、2015年6月25日。ISBN 978-4-792-60523-0。
- 鍛冶俊樹 共著『図解 大づかみ第二次世界大戦』KADOKAWA/中経出版、2015年7月9日。ISBN 978-4-046-01252-4。
- 上念司 共著『ネオ東京裁判』PHP研究所、2015年4月7日。ISBN 978-4-569-82583-0。
- 杉田水脈共著『胸を張って子ども世代に引き継ぎたい 日本人が誇るべき《日本の近現代史》』ヒカルランド、2015年6月25日。ISBN 978-4-864-71331-3。
- 神谷宗幣 共著『じっくり学ぼう! 日本近現代史』呉PASS出版、2016年。ISBN 978-4-908-18226-6。
- あべたかし 共著『基礎教養　日本史の英雄』扶桑社、2016年3月2日。ISBN 978-4-594-07429-6。
- 中丸啓、江崎道朗共著『国士鼎談』青林堂、2016年6月10日。ISBN 978-4-792-60556-8。
- 杉田水脈、千葉麗子共著『悲しいサヨクにご用心！』ビジネス社、2017年9月7日。ISBN 978-4828419749。
- 宮脇淳子 共著『残念すぎる朝鮮1300年史』祥伝社〈祥伝社新書〉、2018年3月。ISBN 978-4396115289。
- 平井基之 共著『理数アタマで読み解く日本史』ハート出版、2018年5月。ISBN 978-4802400572。
- はすみとしこ 共著『面白いけど笑ってはいけない! (国民の敵はここにいる)』ビジネス社、2018年6月。ISBN 978-4828420295。
- 宮脇淳子 共著『昭和12年とは何か』藤原書店、2018年11月。ISBN 978-4865781946。
- 渡瀬裕哉、宮脇淳子、江崎道朗 共著『リバタリアンとは何か』藤原書店、2022年1月。ISBN 978-4865783339。
- 上野裕和監修『藤井聡太に学ぶ 天才ではない人のための人生の闘い方』ビジネス社、2024年3月
- 浜田聡 共著『自由主義憲法 〔草案と義解〕』藤原書店、2024年5月。ISBN 978-4865784244。

### 編著
- 倉山満 編『総図解 よくわかる 日本の近現代史』新人物往来社、2010年7月。ISBN 978-4-404-03886-9。 - 年表あり。
  - 倉山満 編著 編『図解 大づかみ日本の近現代史』KADOKAWA〈新人物文庫〉、2014年8月8日。ISBN 978-4-04-600973-9。 - 注記：倉山 (2010)を改題・新編。

### 分担執筆
- 倉山満 著「「憲政の常道」と「国家主義」」、鳥海, 靖、三谷, 博; 西川, 誠 ほか 編『日本立憲政治の形成と変質』吉川弘文館、2005年2月1日。ISBN 4-642-03769-1。
- 倉山満 著「五・一五事件／松岡洋右の誤算／大本営政府連絡会議の大激論／天皇の裁断」、鳥海靖 編『近代日本の転機 昭和・平成編』吉川弘文館、2007年6月1日。ISBN 978-4-642-07975-4。
- 抱喜久雄、野畑健太郎 共編『憲法学事始 はじめて学ぶ人のために』一学舎、2009年4月15日。ISBN 978-4-904027-05-9。
- 『歴史読本』編集部 編『連合艦隊 激闘の海戦記録』新人物往来社〈新人物文庫 85〉、2010年7月7日。ISBN 978-4-404-03874-6。 - 年表あり。『歴史読本』特集「大日本帝国海軍聯合艦隊」(2007年9月号)の再編。

### 監修
- 大隈重信『大隈重信、中国人を大いに論ず 現代語訳『日支民族性論』』祥伝社、2016年9月2日。ISBN 978-4-396-61574-1。
- 千葉麗子『ママは愛国』K.Kベストセラーズ、2017年1月26日。ISBN 978-4-584-13775-8。

## 出演

### テレビ

#### インターネット番組
- チャンネルくらら
- DHCテレビ
  - 加瀬英明×倉山満「日本らしい国づくり」[1]
  - 岡田英弘著作集出版記念シンポジウム「歴史とは何か、岡田史学とは何か」[1]
- 桜プロジェクト・報道ワイド日本 Weekend（2012年11月16日 - 2013年10月3日、日本文化チャンネル桜）[注釈 2]
- ChannelAJER（2011年9月 - ）[注釈 3]
- チャンネルグランドストラテジー
  - じっくり学ぼう! 日本近現代史（2013年4月29日 - 2014年3月21日）[自己 9]。
  - じっくり学ぼう! 日本近現代史 番外編 全12回（2016年6月4日 - 2018年1月6日）

## 番組制作協力
- さよなら、アルマ～赤紙をもらった犬～（2012年12月18日日本放送協会）※資料提供